# Модест Иерусалимский
Модест Иерусалимский (ок. 537 — 18 декабря 634) — православный святой, патриарх Иерусалимский с 632/33 по 634 год (до этого, в 614—628 годах — местоблюститель патриаршего престола).

## Биография
Родился в городе Севастии. Большинство источников настаивают, что речь идёт о Севастии Каппадокийской в Малой Азии на тогдашней границе с Арменией, однако город под названием Севастия существовал и в Палестине. Молодым человеком принял монашество, многие годы строго соблюдал монашеские обеты и со временем стал настоятелем монастыря святого Феодосия Великого в Палестине.
В 614 году иранский шах Хосров ІІ из династии Сасанидов в ходе многолетней войны с Византией захватил и разграбил Иерусалим. Тысячи христиан были убиты, а десятки тысяч — угнаны в плен. Среди пленников был и патриарх Захария. Из города также были похищены многие религиозные ценности, в том числе Животворящий крест Господень. Местоблюстителем патриаршей кафедры в это непростое время был избран Модест.
В условиях временного персидского правления Модесту удалось собрать тела павших христиан, в особенности монахов, и организовать для них достойное погребение. Опираясь на поддержку Александрийского патриарха Иоанна Милостивого, Модест восстановил храм Гроба Господня и храм Рождества Христова в Вифлееме, пострадавшие в ходе персидского завоевания, а также другие монастыри и храмы Палестины.

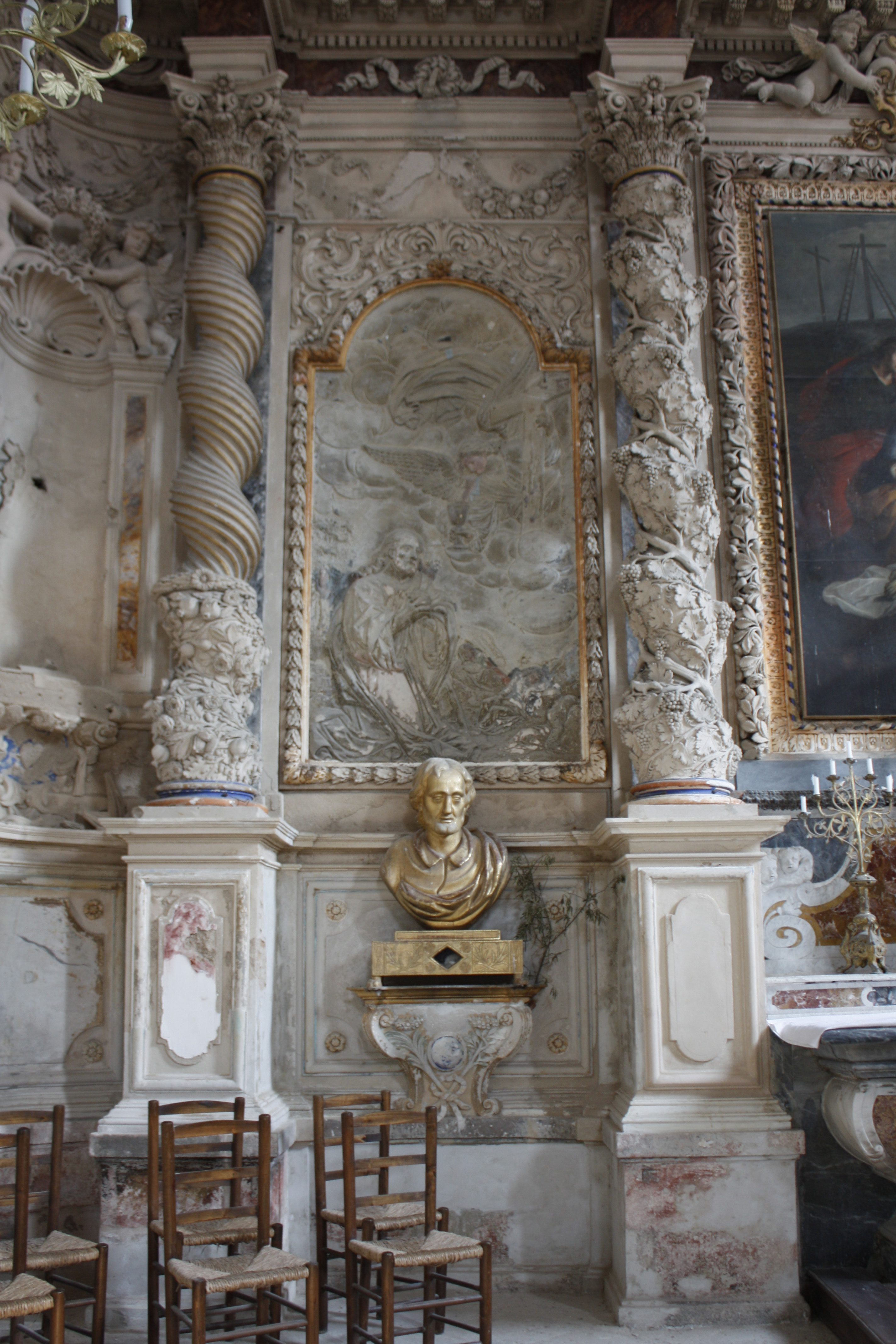
Деревянный позолоченный бюст-реликварий Модеста Иерусалимского в католической часовне Серых Кающихся во французском Эг-Морте, департамент Гар.

Через 14 лет византийскому императору Ираклию удалось нанести сокрушительное поражение персам в битве при Ниневии. По условиям мирного договора, выжившие пленные, включая Захарию, смогли вернуться в Иерусалим, который снова стал входить в состав Византии. Был возвращëн и Животворящий крест.
Захария вернулся на патриаршую кафедру, которую формально не покидал. В 632 или 633 году он скончался, после чего Модест был избран патриархом Иерусалима. В этой должности он пробыл не очень долго. Скончался Модест Иерусалимский 18 декабря 634 года, в возрасте 97 лет, и был похоронен на Елеонской горе.
Глава святого Модеста в настоящее время хранится в Афонском монастыре Симонопетра.
В православной церкви Модест Иерусалимский прославлен в лике святых. Почитают Модеста Иерусалимского также католики.